# 日本経営協会
一般社団法人日本経営協会（にほんけいえいきょうかい 英: Nippon Omni-Management Association、略: NOMA）は、経営の近代化と事務の効率化を目指すために情報化の普及と推進事業および人材開発と育成事業を展開している一般社団法人。以前は経済産業省所管の社団法人。1949年（昭和24年）設立。 元々の名称は日本事務能率協会。

## 歴代会長
|      | 氏名       | 在任期間                               | 主な経歴           |
| ---- | ---------- | -------------------------------------- | ------------------ |
| 初代 | 金森徳次郎 | 1949年（昭和24年）-1959年（昭和34年）  | 国務大臣           |
| 2代  | 岸道三     | 1959年（昭和34年）-1962年（昭和37年）  | 日本道路公団総裁   |
| 3代  | 金子佐一郎 | 1962年（昭和37年）-1979年（昭和54年）  | 十条製紙社長       |
| 4代  | 永田敬生   | 1979年（昭和54年）-1989年（平成元年）  | 日立造船社長       |
| 5代  | 三鬼彰     | 1989年（平成元年）-1999年（平成11年）  | 新日本製鐵会長     |
| 6代  | 茂木友三郎 | 1999年（平成11年）-2013年（平成25年）  | キッコーマン社長   |
| 7代  | 浦野光人   | 2013年（平成25年）- 2019年（令和元年） | ニチレイ会長       |
| 8代  | 高原豪久   | 2019年（令和元年）-現職                | ユニ・チャーム社長 |

## 沿革
- 1949年（昭和24年） - 通商産業省所管の公益法人として日本事務能率協会として創立される。初代会長に金森徳次郎が就任した。
- 1956年（昭和31年） - 東京商工会議所内から銀座2丁目に本部事務局を移転した。
- 1959年（昭和34年） - 岸道三が2代目会長に就任した。
- 1962年（昭和37年） - 金子佐一郎が3代目会長に就任した。
- 1968年（昭和43年） - 手帳部門を分離し、(株)日本ビジネスプランを設立した。
- 1970年（昭和45年） - 東京本部事務局が生協会館へ移転した。関連企業も同地へ集約された。
- 1971年（昭和46年） - 電子計算機部門を分離し、（株）日本経営データ・センターを設立した。また、日本事務能率協会から、日本経営協会へと名称を変更した。
- 1979年（昭和54年） - 永田敬生が4代目会長に就任した。
- 1981年（昭和56年） - 協力団体「日本データ・プロセシング協会」が社団法人として独立した。後に社団法人日本情報システム・ユーザー協会となった。
- 1985年（昭和60年） - 東京本部事務局ならびに関連企業が現在地へ移転した。
- 1989年（平成元年）6月 - 三鬼彰が5代目会長に就任した。また、収益事業の再構築により出版事業と人事テスト事業を分離し、（株）日本ビジネスプランと統合して（株）日本経営協会総合研究所（略称・NOMA総研）を発足させた。
- 1996年（平成8年） - 講師派遣事業や通信教育事業などを（株）日本経営協会総合研究所へ移管し、人材開発事業として出発させた。
- 1999年（平成11年） - 創立50周年を迎え、記念誌『NOMA50年のあゆみ　知創への翔』と記念出版『わが社の経営理念と行動指針』を刊行した。また、通信教育事業を（株） 日本経営協会総合研究所から移管し統合した。また、茂木友三郎が6代目会長に就任した。
- 2000年（平成12年） - 日本提案活動協会の事業を移管された。
- 2011年（平成23年）4月1日 - 公益法人制度改革に伴い一般社団法人となる。

## 事業
- 知創経営の建設と推進を目指す。
- 行政診断と改善提案をおこなう。
- それぞれの会社の風土にあった人材育成をサポートする。
- 展示会などを通じて、ビジネスチャンスを魅力ある手段で提供する。
- ファイリング・デザイナー検定を実施する。

## グループ企業および協力団体

### グループ企業
- 株式会社日本経営協会総合研究所（NOMA総研）
- 株式会社日本経営データ・センター（JBD)
- 株式会社日本経営協会

### 協力団体
- 社団法人日本情報システム･ユーザー協会